# شتشيغري
شتشيغري (بالروسية: Щигры) هي إحدى مدن روسيا في الكيان الفدرالي الروسي كورسك أوبلاست.